# Schaumburg, Illinois
Schaumburg là một làng thuộc quận Cook, tiểu bang Illinois, Hoa Kỳ. Năm 2010, dân số của làng này là 74227 người.

## Dân số
Dân số qua các năm:
- Năm 2000: 75386 người.
- Năm 2010: 74227 người.